# آود-تورنهاوت
شهر آود-تورنهاوت (به هلندی: Oud-Turnhout) در شهرستان تورنو در استان آنتوئر در منطقه فلاندری در کشور بلژیک واقع شده‌است.